# Kelvin Templeton
Kelvin Templeton (Australia; 30 de septiembre de 1956) es un exjugador de fútbol australiano que compitió en el Victorian Football League (Australian Football League). Jugó 177 partidos y marcó 593 goles para Footscray (Western Bulldogs), comenzando en 1974, y luego con Melbourne Football Club en sus últimas tres temporadas, de 1983 a 1985. Fue el líder en goles de Footscray durante cinco temporadas consecutivas (1976-1980), ganó la Medalla Coleman dos veces (1978 y 1979), y la Medalla Brownlow como el jugador "mejor y más justo" de la liga.